# Desaparición de Leah Roberts
Leah Roberts (Durham, Carolina del Norte; 23 de julio de 1976) es una joven estadounidense que desapareció en la autopista Mount Baker, del condado de Whatcom, en el estado de Washington. El 18 de marzo de 2000, varios testimonios dieron aviso a las autoridades de que un vehículo se había salido de la calzada y se encontraba en el fondo de un terraplén cerca de la zona rivera de Canyon Creek. Investigando la situación, la policía encontró el vehículo, un modelo Jeep Cherokee blanco, matriculado en 1993 y con placa de Carolina del Norte que estaba a nombre de Leah Roberts, que había abandonado de forma abrupta su domicilio en Durham nueve días antes. Pocas horas después de encontrarlo, se recibió un aviso de que podía haber pasado por la estación de servicio de una gasolinera en Everett, desorientada.
En los años que precedieron a su desaparición, sus dos padres habían muerto y ella misma había sobrevivido a heridas graves por un accidente automovilístico. Sus amigos y hermanos dijeron que esto la había dejado reflexionando sobre asuntos espirituales y cuestionándose sus motivos de vivir. Había abandonado la Universidad Estatal de Carolina del Norte unos meses antes de graduarse y había comenzado a pasar gran parte de su tiempo en una cafetería local, a menudo escribiendo poesía en su diario. Una nota que dejó en su casa sugirió que se había inspirado en las obras de Jack Kerouac, particularmente en su novela The Dharma Bums, que tenía escenas ambientadas en Desolation Peak, cerca de donde encontraron su vehículo.
Los documentos hallados en el vehículo sugirieron que Leah pudo llegar hasta Bellingham el 13 de marzo, cinco días antes de que se encontrara el automóvil. Las primeras sospechas llevaron a pensar que el vehículo estaba desocupado cuando se estrelló, lo que podría sugerir que había sido destrozado intencionadamente. Estas sospechas se confirmaron cuando se examinó el motor de arranque del automóvil varios años después y se descubrió que había sido manipulado. Unas mantas colgadas en las ventanas del automóvil podrían sugerir que se había utilizado como refugio después del choque. Las pertenencias personales de Roberts se encontraron dispersas cerca de la escena, pero el robo no parecía probable ya que el dinero y otros elementos personales continuaban entre ellos.

## Trasfondo
Leah Toby Roberts había nacido en Carolina del Norte en 1976, siendo la más pequeña de los tres hijos del matrimonio. Al cumplir los diecisiete años, su padre fue diagnosticado con una enfermedad pulmonar crónica. Esto ejerció una gran presión sobre la familia cuando Leah comenzó sus estudios en la Universidad Estatal de Carolina del Norte, en la cercana Raleigh en 1995. Cuando Leah tenía veinte años y era estudiante de segundo año en la universidad, su madre murió repentinamente de una enfermedad cardíaca.
En otoño de 1998, regresó a la universidad después de tomarse un tiempo libre. Fue entonces cuando tuvo que ser hospitalizada después de verse involucrada en un grave accidente automovilístico en el que se perforó un pulmón y se fracturó el fémur. Los cirujanos tuvieron que insertar una varilla de metal al lado de su fémur para ayudarlo a cicatrizar. Luego le dijo a su hermana Kara que, cuando vio que el camión que golpeó se detenía frente a ella, estaba segura de que moriría y se sintió "nacida de nuevo" después de su recuperación. Volvió a tomarse un segundo parón en sus estudios, momento en el que decidió que quería vivir su vida al máximo.
En la primavera de 1999, solo tres semanas antes de que se fuera a Costa Rica, su padre murió. Como ella se iba del país y ya no tenía padres vivos, Leah le otorgó a Kara poder sobre sus cuentas bancarias, donde se había depositado parte del dinero que había heredado de sus padres.
Con su licenciatura en español y antropología casi completa, Roberts abandonó la universidad. Kara y su hermano Heath intentaron persuadirla para que "aguantara" durante el último semestre, más ella se negó. En lugar de sus estudios, aprendió a tocar la guitarra, tomó la fotografía como pasatiempo y adoptó una gatita a la que llamó Bea. Comenzó a pasar el rato en cafeterías locales, escribiendo poesías sobre el significado de la vida a lo largo de sus diarios y haciendo nuevos amigos en el proceso. Con una de ellas, Jeannine Quiller, y con su compañera de cuarto, Nicole Bennett, discutió la idea de emular al novelista Jack Kerouac, pionero de la Generación beat, en un viaje por carretera al oeste del país.

## Desaparición
En la mañana del 9 de marzo de 2000, Leah habló por teléfono con Kara sobre posibles planes futuros. No quedaron planes confirmados, sólo comentarios, pero Kara recuerda que la llamada terminó con el entendimiento de que ambas hermanas se verían muy pronto. Más tarde, a primera hora de la tarde, Leah y Nicole acordaron quedar un poco al día siguiente. La compañera de cuarto salió a su trabajo y regresó por la noche. A su vuelta, pudo descubrir que el Jeep Cherokee blanco de Leah no estaba aparcado en el lugar de siempre, y que en el piso faltaba la propia Leah. No pensó inicialmente nada raro, pues sabía de la situación de Leah y pensaba que como había estado yendo y viniendo por intervalos impredecibles desde que había abandonado la universidad, habría ido a dar una vuelta o a despejarse.
Al día siguiente, cuando Nicole y Leah debían quedar, Leah no se presentó a la cita ni había regresado al piso. Al final del día siguiente, 11 de marzo, no solo Leah seguía ausente, sino que amigos y familiares que esperaban verla habían estado llamando a la casa tratando de encontrarla. El lunes 13 de marzo, Kara denunció su desaparición a la policía de Durham.

## Investigación
El 14 de marzo, la compañera de habitación de Kara y Leah, Nicole, se unió a la búsqueda. Faltaba una cantidad significativa de ropa, lo que sugería que Leah iba a ausentarse durante un tiempo prolongado. Tampoco se encontraba en la casa a Bea, su gata. Se encontró una nota escrita por ella en la que decía "No soy suicida. Soy lo contrario". Junto con la nota, había reunido algo de dinero en efectivo, aproximadamente un mes de su parte del alquiler y los gastos, sugiriéndose que eventualmente regresaría. La nota incluía un dibujo de la sonrisa del gato de Cheshire, personaje del libro Alicia en el país de las maravillas de Lewis Carroll.
Como Kara todavía tenía poder notarial sobre las cuentas bancarias de Leah, pudo ver los registros financieros de su hermana. Descubrió que Leah había retirado varios miles de dólares la tarde del 9 de marzo y luego usó su tarjeta de débito para pagar una habitación de motel cerca de Memphis (Tennessee). Las transacciones posteriores fueron de compras de alimentos, y sus ubicaciones sugirieron que Leah viajaba hacia el oeste por la Interestatal 40, luego hacia el norte por la Interestatal 5 y llegó al extremo oeste de la I-40 en California.
Después de la compra de un hornillo de camping gas, poco después de la medianoche del 13 de marzo, en Brooks (Oregón), el rastro de las compras con las tarjetas terminaron. Para entender por qué su hermana se dirigía al Noroeste del Pacífico, Kara y Susie Smith, la mejor amiga de Leah, fueron a las cafeterías de Durham que Leah había frecuentado. Allí encontraron a Jeannine Quiller, con quien había hablado sobre el trabajo de Kerouac. Las dos habían quedado particularmente impresionadas por su novela de 1958 The Dharma Bums, una secuela del más conocido On the Road, en el que contaba que había trabajado durante un tiempo como vigilante de incendios del Servicio Forestal y en Desolation Peak, en la cordillera de las Cascadas, en el norte del área de Washington, había quedado profundamente impresionado por la belleza del paisaje. Leah había expresado interés en ver esa área por sí misma.
Kara se sintió aliviada de haber descubierto el probable objetivo de su hermana. Las cuentas de Leah no mostraban ninguna actividad nueva, pero no tenía ninguna razón para creer que algo desafortunado hubiera sucedido.

### Descubrimiento del vehículo
Kara esperaba que Leah la llamara el 18 de marzo por su cumpleaños. En cambio, ese día, recibió una nota en su correo de la oficina del sheriff del condado de Durham, diciéndole que llamara a uno de sus homólogos en la oficina del sheriff del condado de Whatcom en Bellingham. Se había encontrado el Jeep Cherokee de Leah accidentado en un bosque, pero sin rastro de la conductora.
El coche fue descubierto por una pareja que realizaba una travesía a lo largo de Canyon Creek, una ruta lateral de la autopista Mount Baker que sirve a algunas residencias aisladas y campamentos de tala en y alrededor del bosque nacional Mount Baker-Snoqualmie, a poca distancia al sur de la frontera con Canadá. La pareja había observado cómo algunas ramas y árboles más pequeños y frágiles que se encontraban al borde del camino habían sido arrancados y golpeados. Bajando por la ruta de maleza arrasada, al pie de un empinado terraplén, estaba el Jeep de Leah, severamente dañado.
Desde el camino que tomó el automóvil a través de los árboles y la medida en que ambos habían sido dañados, los investigadores determinaron que había estado viajando a 64 km./h cuando se salió de la carretera y bajó por la pendiente. Las pertenencias y los objetos personales de Leah continuaban en el interior del vehículo, si bien estos habían sido descolocados por la fuerza de los golpes que llevaron a que el coche incluso volcara. No se encontraron rastros de sangre u otros signos de lesiones de la conductora. Parecía posible que nadie hubiera estado dentro del Jeep cuando se estrelló, lo que sugiere que el accidente podría haberse organizado o planeado.
Sin embargo, se habían encontrado colgadas en las ventanas del coche mantas y almohadas, lo que sugiere que se había utilizado como refugio después de haber sido destruido. El pasaporte, el talonario de cheques, la licencia de conducir, la ropa, la guitarra, los CD y otras pertenencias de Leah se encontraron dispersos en la zona circundante. Se encontraron trozos de comida para gatos y un pequeño trasportín en el vehículo, confirmando que Leah había llevado a Bea en el viaje con ella, aunque nunca se encontró a la gata tampoco. Sin embargo, objetos de valor, como dinero en metálico, un total de 2.500 dólares, y algunas joyas, también se quedaron en el vehículo, lo que descartó el robo como móvil del accidente.
Kara y Heath volaron a Bellingham para ayudar a los investigadores. Visitaron el lugar del accidente y, con la ayuda de la oficina del sheriff, crearon un volante que publicaron por la ciudad. Entraron en negocios que Leah pudo haber visitado y consultaron a propietarios y clientes. Entre las pertenencias de Leah, encontraron un billete de entrada de una proyección de American Beauty en el teatro del centro comercial Bellis Fair de Bellingham el 13 de marzo por la tarde. Esto sugirió que podría haber pasado unas pocas horas en la ciudad después de llegar al comienzo del día después del viaje de 5 a 6 horas desde donde había comprado gasolina en Oregón.
Cerca del teatro se encontraba el único restaurante para sentarse del centro comercial, donde Heath y Kara creían que Leah podría haber ido a comer tras ver la película. La policía encontró a dos clientes asiduos, ambos hombres, que no solo recordaron a Leah sino que se sentaron a cada lado de ella en el mostrador del restaurante ese día, hablando sobre Kerouac y sus planes. Uno de los hombres afirmó que se había ido con un tercero, a quien llamó Barry, y proporcionó una descripción para un dibujo policial del hombre. Sin embargo, ni el otro hombre ni ningún otro cliente que había estado en el restaurante en ese momento podía corroborar la existencia del tercer hombre.
El coche fue rescatado del lugar del accidente y llevado a un garaje propiedad de la policía. El FBI se involucró en el caso al constatarse de que Leah, al menos por su actividad con las tarjetas, había traspasado la jurisdicción de varios estados estadounidenses. Dos aspectos de las pistas halladas les sugirió que Leah habría sido víctima de un crimen. Primero, la cantidad de dinero encontrada en sus pantalones sugería que había gastado muy poco en Bellingham, menos de lo que podía esperarse si hubiera estado en la ciudad durante varios días. En segundo lugar, debajo de una estera del piso del vehículo encontraron el anillo de compromiso de la madre de Leah, que ella usaba constantemente. Sus amigos en Carolina del Norte dijeron que lo atesoraba por la conexión que le ofrecía a su difunta madre y que nunca se lo habría quitado voluntariamente a menos que hubiera olvidado por completo quién era.
Heath y Kara regresaron a Carolina del Norte después de cuatro días. Trabajando en la teoría de que podría haber resultado herida y amnésica en el accidente y haberse alejado, la policía pasó dos semanas en abril buscando, con ayuda de perros y helicópteros, el área alrededor del Jeep que se podría esperar que razonablemente hubiera podido cubrir si hubiera dejado la escena. No encontraron rastro de ella. Imágenes de una cámara de seguridad de una gasolinera en la que había parado a repostar, en el estado de Oregón, la mostraron sola y aparentemente en buenas condiciones, aunque varias veces se asomaba al estacionamiento (un área no cubierta por las cámaras) mientras esperaba para repostar. Esto podría sugerir un compañero de viaje, tal vez "Barry", el compañero de comedor con el que supuestamente, según los dos testigos, pudo haberse ido, aunque los investigadores no creyeron en la posibilidad de que viajara con ella en su coche.

### Desarrollos posteriores
Días después de descubrirse el coche, un hombre llamó a la oficina del sheriff para informar sobre un avistamiento de Leah. Afirmó que su esposa la había visto, desorientada y confundida, deambulando por una estación de servicio en Everett, cerca de Seattle. Después de pasar esta información, pareció entrar en pánico y colgó antes de identificarse. Sin embargo, la policía consideró fehaciente dicha pista sobre Leah.
De vuelta en Carolina del Norte, Kara se puso en contacto con Monica Caison, una mujer que había ayudado a otras familias a encontrar seres queridos desaparecidos en los casos clasificados como "fríos" (antiguos). Caison se ha especializado en mantener vivos los casos en los medios de comunicación, con la ayuda de una red de voluntarios llamada Community United Effort, después de que los esfuerzos oficiales agotaran todas las pistas. En 2005, en el cuarto aniversario de la desaparición de Leah, Caison organizó una caravana cruzando el país, siguiendo la ruta de Leah al oeste hacia Bellingham, para crear conciencia sobre su caso en particular y otros casos de personas desaparecidas sin resolver en general. Su repercusión fue tal que el evento continúa, de manera anual, celebrándose. Ella y Kara aparecieron en el programa de Larry King Live en la CNN en 2005. "Realmente no sé cómo habría sobrevivido los últimos cinco años sin ella", dijo Kara. "Solo intentamos mantener la cara de Leah todo lo posible".
Luego de concluirse la investigación inicial, Kara pidió a la oficina del sheriff del condado de Whatcom que se quedara con el auto de Leah en caso de que aparecieran más pistas años después. Esta decisión dio sus frutos en 2006 cuando Mark Joseph, el detective que había investigado originalmente el caso, pasó sus archivos a dos detectives más jóvenes. Al revisar el caso de Leah Roberts, uno notó que el automóvil y su contenido no habían sido procesados completamente como evidencia cuando se trajeron originalmente. Los dos decidieron terminar ese trabajo.
Nadie había mirado debajo del capó del Jeep, por lo que lo abrieron y descubrieron que se había cortado un cable al relé de arranque. Esto habría permitido que el automóvil acelerara sin que nadie apretara el pedal del acelerador, confirmando las sospechas iniciales de que no había nadie en el automóvil cuando salió de la carretera y, por lo tanto, había sido destruido a propósito. Encontraron una huella digital debajo del capó y algo de ADN masculino en un artículo de la ropa de Leah.
Estas pistas les llevaron de regreso al hombre con el que se había afirmado ver a Leah después de salir del restaurante, el supuesto "Barry". Uno de los dos testigos que hablaron con la policía, y pudo identificar al supuesto tercer sujeto; había trabajado como mecánico y tenía antecedentes militares, lo que aumentó aún más las sospechas de los detectives. Pero mientras tanto, también se había mudado a Canadá, complicando y alargando el esfuerzo para obtener huellas digitales y ADN. En el episodio de Investigation Discovery sobre el caso emitido en 2011, se informó que la huella dactilar no coincidía con la archivada del testigo y que faltaba la de ADN ya que no se había podido localizar todavía al sujeto. Como no se efectuó ningún arresto, presumiblemente tampoco debía coincidir. Las periódicas búsquedas en el área con un detector de metales, en la esperanza de hallar sus restos al encontrar la varilla de metal insertada en su fémur derecho, tampoco han dado resultado.

## Casos relacionados
Otros casos de personas desaparecidas en los que se vio involucrada la presencia de su automóvil abandonado han sido:
- Jim Sullivan, en Nuevo México (1975).
- Desaparición de Patricia Meehan, en Montana (1989).
- Desaparición de Maura Murray, en Nuevo Hampshire en (2004).
- Desaparición de Brianna Maitland, en Vermont en (2004).
- Desaparición de Jennifer Kesse, en Florida (2006).
- Desaparición de Brandon Swanson, en Minnesota, en (2008)
- Desaparición de Tiffany Daniels, en Florida en (2013).